# Liste der Schweizer Botschafter im Vereinigten Königreich
Diese Liste umfasst die Schweizer Botschafter im Vereinigten Königreich.

## Missionschefs
| Schweizer Botschafter in London                        | Schweizer Botschafter in London | Schweizer Botschafter in London |
| Name                                                   | Amtsbeginn                      | Amtsende                        |
| ------------------------------------------------------ | ------------------------------- | ------------------------------- |
| Charles-Daniel Bourcart (1860–1940) – Generalkonsul    | 20. Februar 1891                | 7. Februar 1896                 |
| Charles-Daniel Bourcart (1860–1940) – Ministerresident | 7. Februar 1896                 | 21. Dezember 1899               |
| Charles-Daniel Bourcart (1860–1940) – Gesandter        | 21. Dezember 1899               | 30. Juli 1902                   |
| Gaston Carlin (1859–1922)                              | 30. Juli 1902                   | 15. September 1919              |
| Charles Paravicini (1872–1947)                         | 15. September 1919              | 22. Juli 1939                   |
| Walter Thurnheer (1884–1945)                           | 22. Juli 1939                   | Juli 1944                       |
| Paul Ruegger (1897–1988)                               | Juli 1944                       | 14. April 1948                  |
| Henry de Torrenté (1893–1962)                          | 14. April 1948                  | 1954                            |
| Armin Daeniker (1898–1983)                             | 20. Januar 1955                 | 12. April 1957                  |
| Armin Daeniker (1898–1983) – Botschafter               | 12. April 1957                  | 2. Dezember 1963                |
| Beat von Fischer (1901–1984)                           | 7. Februar 1964                 | 31. Dezember 1966               |
| Olivier Long (1915–2003)                               | 16. Februar 1967                | 3. Mai 1968                     |
| René Keller (1914–1997)                                | 15. Mai 1968                    | 1. Januar 1971                  |
| Albert Weitnauer (1916–1984)                           | 16. Februar 1971                | 31. Dezember 1975               |
| Ernesto Thalmann (1914–1993)                           | 2. Februar 1976                 | 30. November 1979               |
| Claude Caillat (1918–2008)                             | 1. Januar 1980                  | 30. September 1983              |
| François-Charles Pictet (1929–)                        | 1. Januar 1984                  | 31. März 1989                   |
| Franz Muheim (1931–2020)                               | 7. Mai 1989                     | 1. Dezember 1994                |
| François Nordmann (1942–)                              | 20. Februar 1994                | 1999                            |
| Bruno Spinner (1948–2009)                              | 17. Januar 2000                 | 8. April 2004                   |
| Alexis Lautenberg (1945–)                              | 18. Oktober 2004                | August 2010                     |
| Anton Thalmann (1948–)                                 | August 2010                     | Juli 2013                       |
| Dominik Furgler (1958–)                                | Juli 2013                       | September 2017                  |
| Alexandre Fasel (1961–)                                | September 2017                  |                                 |

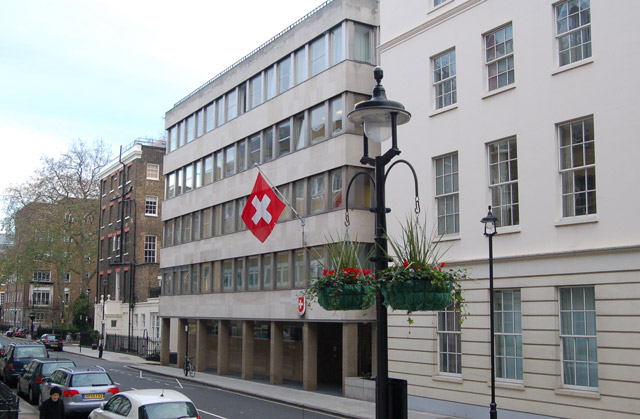
Schweizer Botschaft, 16-18 Montagu Place im Londoner Stadtteil Marylebone

1904–1920: auch in den Niederlanden akkreditiert, 1966–1968: auch in Malta akkreditiert.